# Aornakan I
Aornakan I is een bestuurslaag in het regentschap Pakpak Bharat van de provincie Noord-Sumatra, Indonesië. Aornakan I telt 597 inwoners (volkstelling 2010).